# لافائیه کوتینیو
لافائیه کوتینیو (به پرتغالی: Lafaiete Coutinho) یک منطقهٔ مسکونی در برزیل است که در باهیا واقع شده‌است. لافائیه کوتینیو ۳٬۶۹۳ نفر جمعیت دارد.